# ホーサム山
ホーサム山（英語: Mount Hotham）は、オーストラリアのビクトリア州にある山。オーストラリア大陸東部に連なる大分水嶺山脈南端部を構成している。

## 地理
座標は南緯36度58分32秒、東経147度07分40秒。標高は1862 mであり、その斜面ではホーサム・スキー場が運営されている。